# 애비게일 존슨

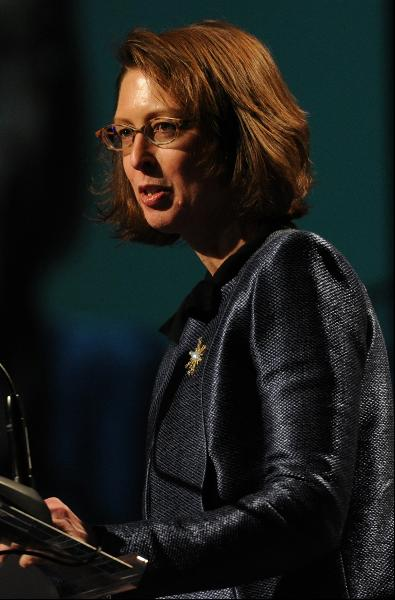
2012년 모습

애비게일 존슨(Abigail Johnson, 본명: Abigail Pierrepont Johnson, 1961년 12월 19일 ~ )은 미국의 억만장자 사업가이자 피델리티 인베스트먼트(Fidelity Investments)의 창립자인 에드워드 C. 존슨 2세(Edward C. Johnson II)의 손녀이다. 존슨은 2014년부터 미국 투자 회사인 피델리티 인베스트먼트(FMR)의 사장 겸 최고 경영자(CEO)이자 이전 자매 회사인 피델리티 인터내셔널(Fidelity International, FIL)의 회장을 역임했다. 피델리티는 그녀의 할아버지인 에드워드 C. 존슨 2세(Edward C. Johnson II)에 의해 설립되었다. 아버지 에드워드 C. "네드" 존슨 3세(Edward C. "Ned" Johnson III)는 2022년 3월 사망할 때까지 FMR 명예 회장으로 재직했다. 2013년 3월 현재 존슨 가족은 비상장 회사의 지분 49%를 소유하고 있으며 존슨 자신도 추정 지분을 보유하고 있다. 24.5%. 그녀는 브레이크스루 에너지 벤처스(Breakthrough Energy Ventures)의 이사회 회원이다.
2016년 11월 존슨은 회장으로 임명되어 CEO 겸 사장으로 재직하면서 전 세계 45,000명의 직원을 보유한 피델리티에 대한 모든 권한을 부여받았다. 존슨의 재산은 약 226억 달러로 세계에서 가장 부유한 여성 중 한 명이다. 그녀는 2016년 포브스의 "미국 50대 도시에서 가장 부유한 사람" 목록에 선정되었으며, 2021년 "강력한 여성" 목록에서 6위를 차지했다. 그녀는 2020년 매사추세츠에서 가장 부유한 사람이었다.